# Blepharodon reflexum
Blepharodon reflexum là một loài thực vật có hoa trong họ La bố ma. Loài này được Malme mô tả khoa học đầu tiên năm 1884.